# Бенбен

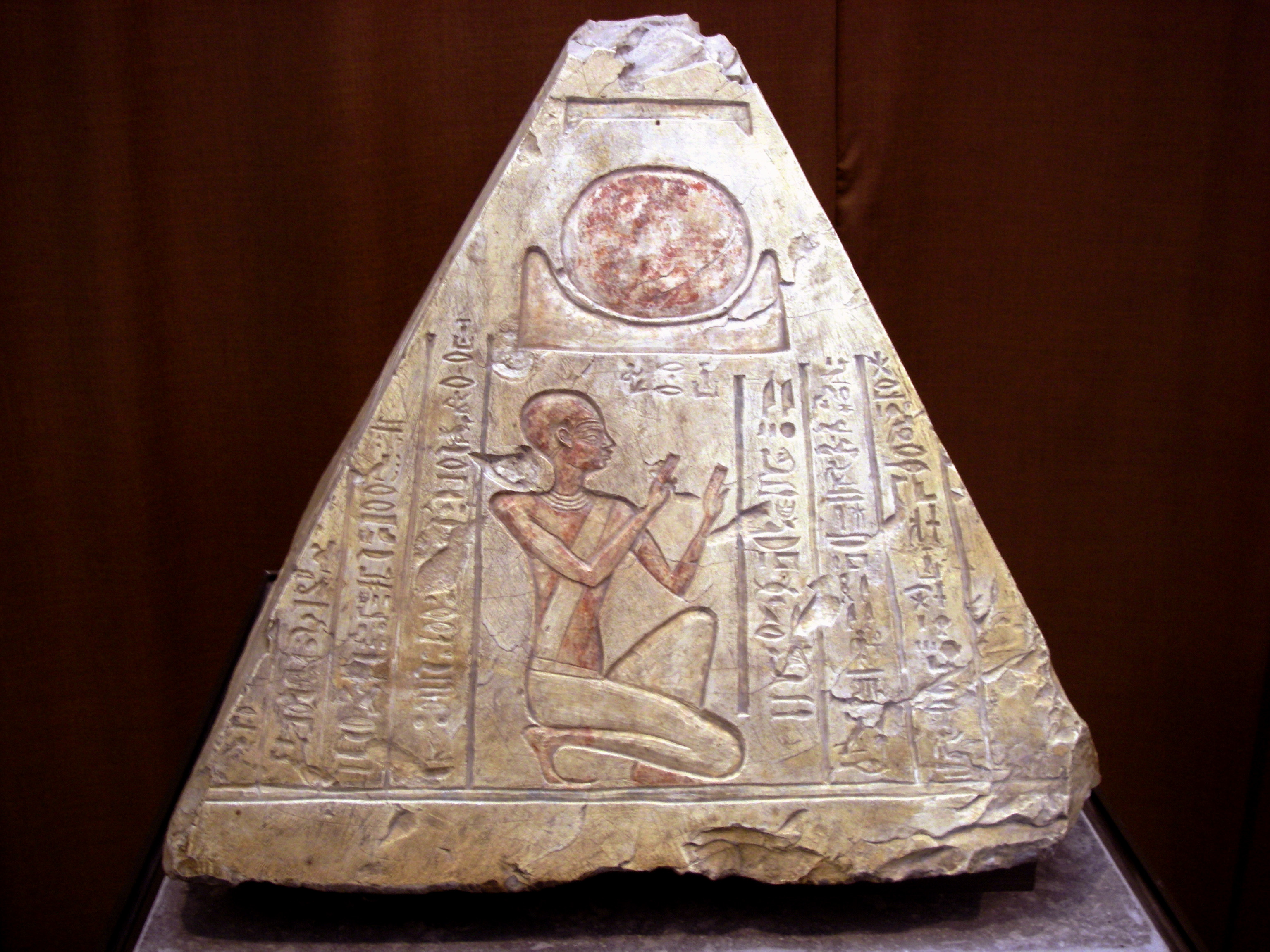
Навершие гробницы жреца по имени Рер. VII в до н. э. Эрмитаж, Санкт-Петербург, Россия.

Бенбен (Бен-бен) — холм, который появился из первичных вод Нуна. Согласно мифологии египтян, бог-творец Атум спустился вниз на холм и стал размышлять о том, каких создать богов. В Текстах пирамид, в главах 587 и 600, самого Атума иногда называют холмом. Там же сказано, что холм превратился в небольшую пирамиду, которая находилась в Иуну (Гелиополь), она была местом пребывания Атума.
В других городах были собственные версии о появлении первичного холма. В мифологии Мемфиса первичный холм был воплощением бога земли Татенена, «от которого произошли все виды пищи и яств, священные подношения и все хорошие вещи».

## Камень Бенбен
Камень Бенбен был назван в честь первичного холма. Он был священным камнем в храме солнца в Гелиополе. Он был местом, на которое упали первые лучи солнца. Считается, что он был прообразом обелисков и пирамидионов четырёхгранных пирамид. Также считается, что верхушки обелисков и пирамидионы пирамид были позолоченными. Феникс, или птица Бенну, почитался в Гелиополе, где утверждали, что он живёт на Бенбене или на священной иве. По мнению египтолога Барри Кемпа, связь между Бенбеном, фениксом и солнцем может заключаться в созвучии следующих слов: «лучи восходящего (вебен) солнца падают на Бенбен, на котором живёт птица Бенну». В главе 600 Текстов пирамид говорится следующее: «Атум поднялся, как Бенбен, во дворце Бенну в Гелиополе».
Камень Бенбен был обнаружен в Храме феникса.  Он являлся символом этой птицы, которая была способна к воскрешению и возрождению, а также олицетворяла цикличность времён года. По мнению одного немецкого египтолога, он некогда стоял на священной колонне.